# المعمار الإسباني بمدينة العيون
يشكل المعمار الإسباني جزءًا مهمًا من النسيج العمراني والتراث المادي لمدينة العيون بجهة العيون الساقية الحمراء، المغرب. إذ أن الأحياء الإسبانية هي النواة الأولى للمدينة ونقطة انطلاقها.

## السياق التاريخي

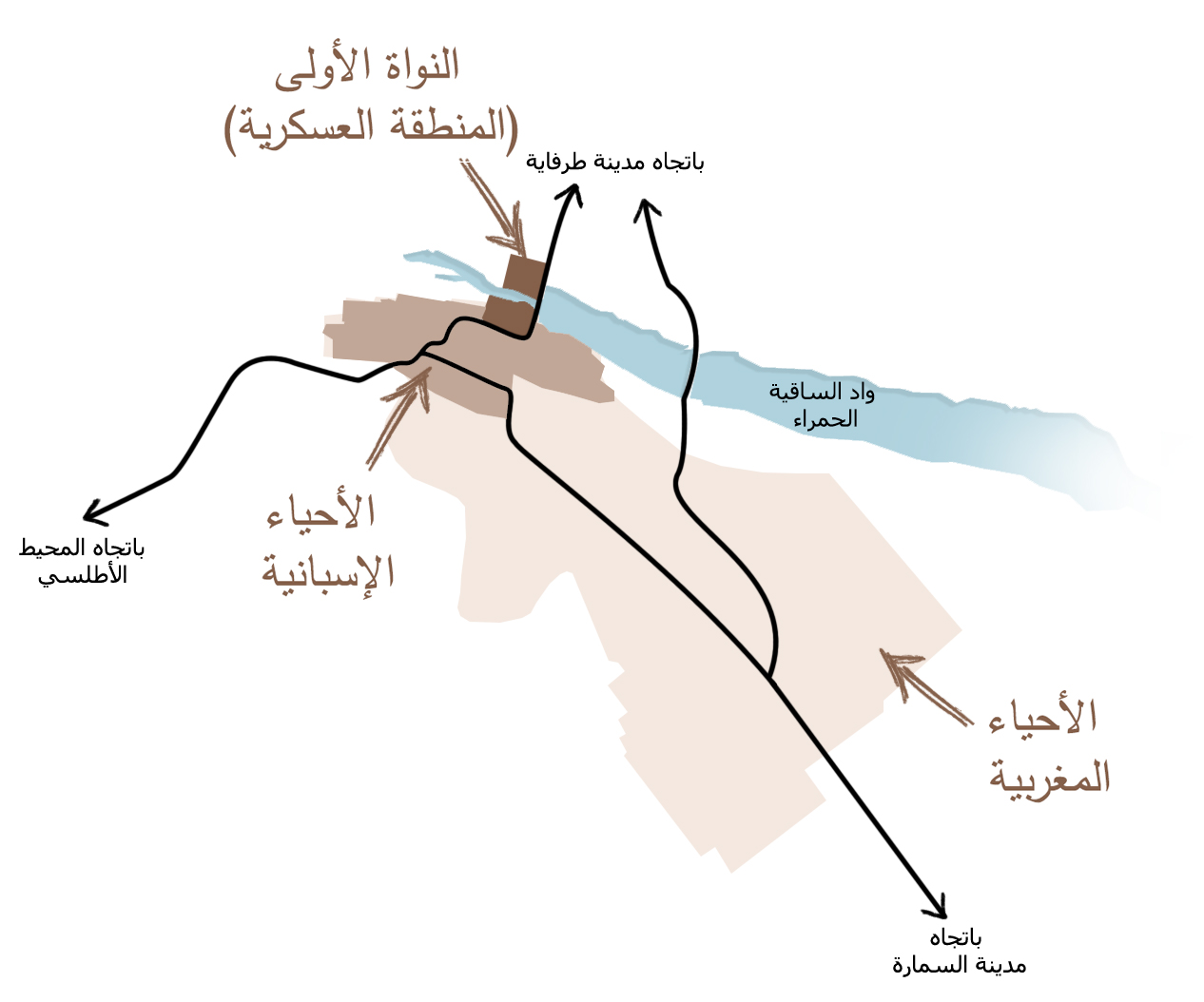
رسم توضيحي لموقع الأحياء الإسبانية في مدينة العيون

بدأ الاستعمار الإسباني للأقاليم الصحراوية سنة 1884 واستمر إلى غاية 1975. وقد تم إنشاء مدينة العيون خلال هذه الفترة، تحديداً سنة 1938، كنقطة محمية ومهيئة لتوقف الطائرات العسكرية الإسبانية.
ونظراً لموقعها الجغرافي المميز ووفرة مواردها لقربها من وادي الساقية الحمراء من جهة والمحيط الأطلسي من جهة أخرى، فقد استمر تطور مدينة العيون لتتحول من ثكنة عسكرية إلى منشأة عمرانية دائمة، وكانت أول مستعمرة إسبانية في إفريقيا تحظى بدراسة عمرانية ومخطط للتهيئة، وذلك سنة 1950.

## المجال الجغرافي
تشكلت النواة الأولى لمدينة العيون في الضفة الجنوبية لوادي الساقية الحمراء، وكانت تتكون من ثكنة عسكرية ومنطقة سكنية صغيرة. وبدأ تطور المدينة نحو الجنوب منذ بداية الأربعينات وحتى سنة 1975، وذلك وفق تخطيط متعامد، تتوسطه ساحة مركزية.
في سنة 1975 انتهى تطور المدينة الإسبانية بانتهاء الاستعمار الإسباني، وبدأ تشكل الأحياء المغربية مع استمرار تطور المدينة نحو الجنوب والجنوب الشرقي.
حالياً، تتركز العمارة الإسبانية في الأحياء الشمالية الغربية للمدينة، على ضفة واد الساقية الحمراء.

## الطراز المعماري
كانت العمارة الإسبانية بالعيون تجريبية بامتياز، حيث أتت بطراز جديد ومتفرد، ناتج عن مواكبة الظروف المناخية للمنطقة مع محاولة الاستلهام من الخيمة الصحراوية
وتميزت بالتناغم مع أهم عنصر في الوسط الطبيعي الصحراوي: الشمس. حيث تم استعمال ودمج عناصر معمارية تمكّن من:
- تخفيض درجة الحرارة في الداخل،
- خلق واجهات حيّة، يدخل في تشكيلها الضوء والظل.

وتتجلى هذه العناصر المعمارية في: القباب المستديرة، القباب الأسطوانية، البروزات، الشرف المغطاة، الأروقة المغطاة. وكلها عناصر مستلهمة من الوسط المحلّي.

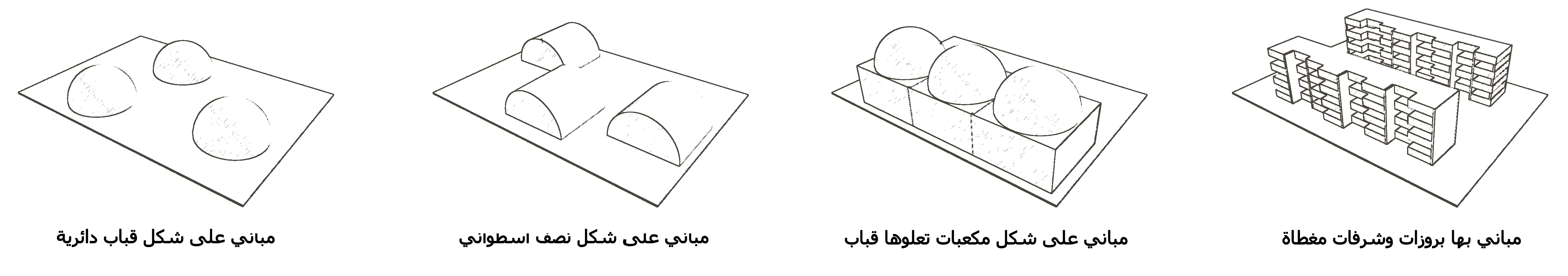
رسم توضيحي للنماذج الأكثر انتشارا للمعمار الإسباني في مدينة العيون

ومن أبرز منشآتها نجد الدور القباب، وتعرف باسم «القبيبات»، التي صممها الكابتان ألونسو آلوستانتي (بالإسبانية:  Capitán Alonso Allustante)‏، حيث يكون المنزل على شكل قبة دائرية، مما يساعد على تخفيض درجة الحرارة بدرجة أو اثنتين، وعلى التجنب الكلي لتجمع الرمال في الأسطح والزوايا عند حدوث العواصف الرملية.

## أهم المعالم
- كاتدرائية القديس فرنسيس الأسيزي[4]
- فندق بارادور[3]

معالم العمارة الإسبانية في مدينة العيون
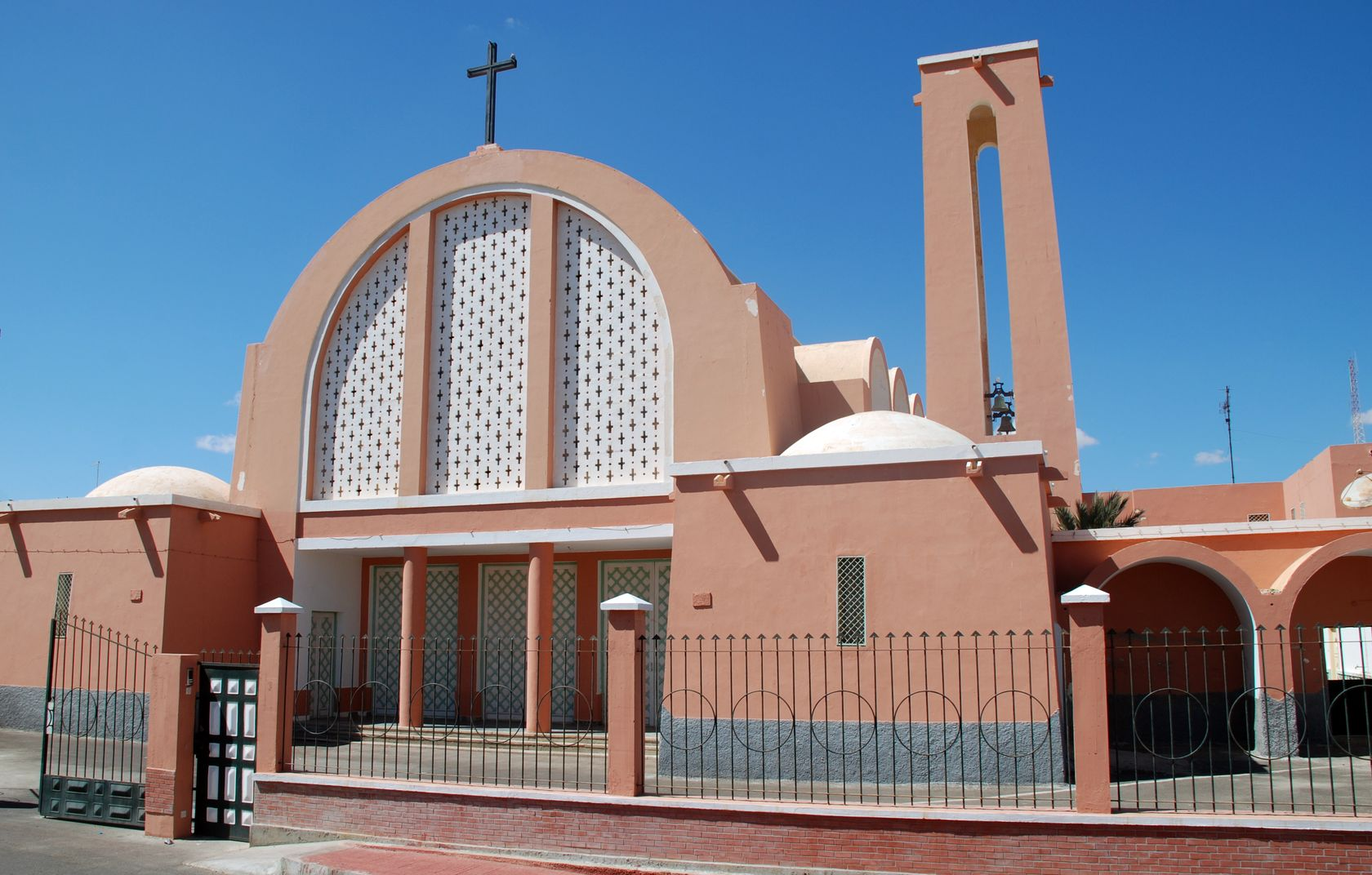
كاتدرائية القديس فرنسيس الأسيزي.
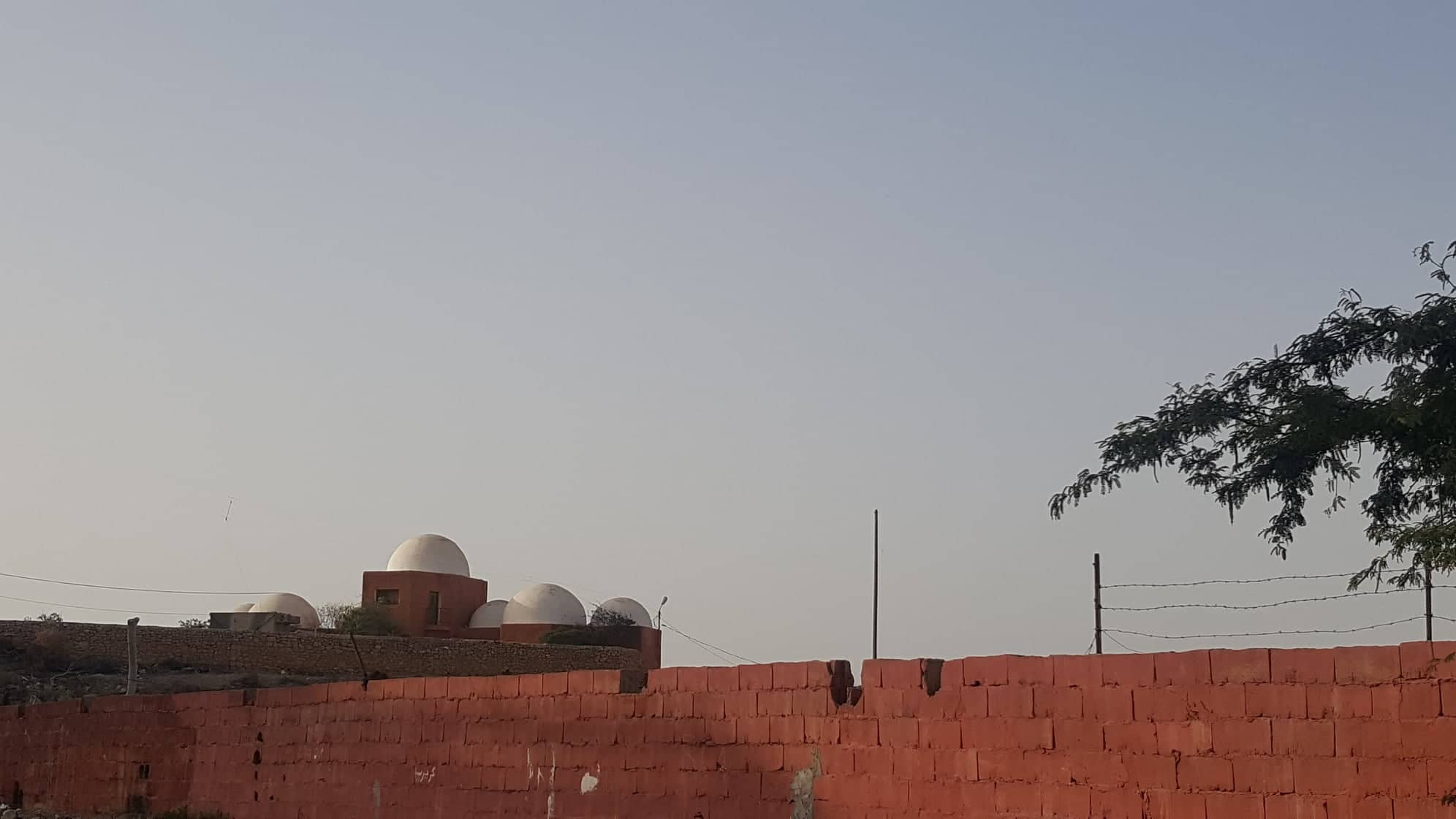
ثكنة عسكرية .
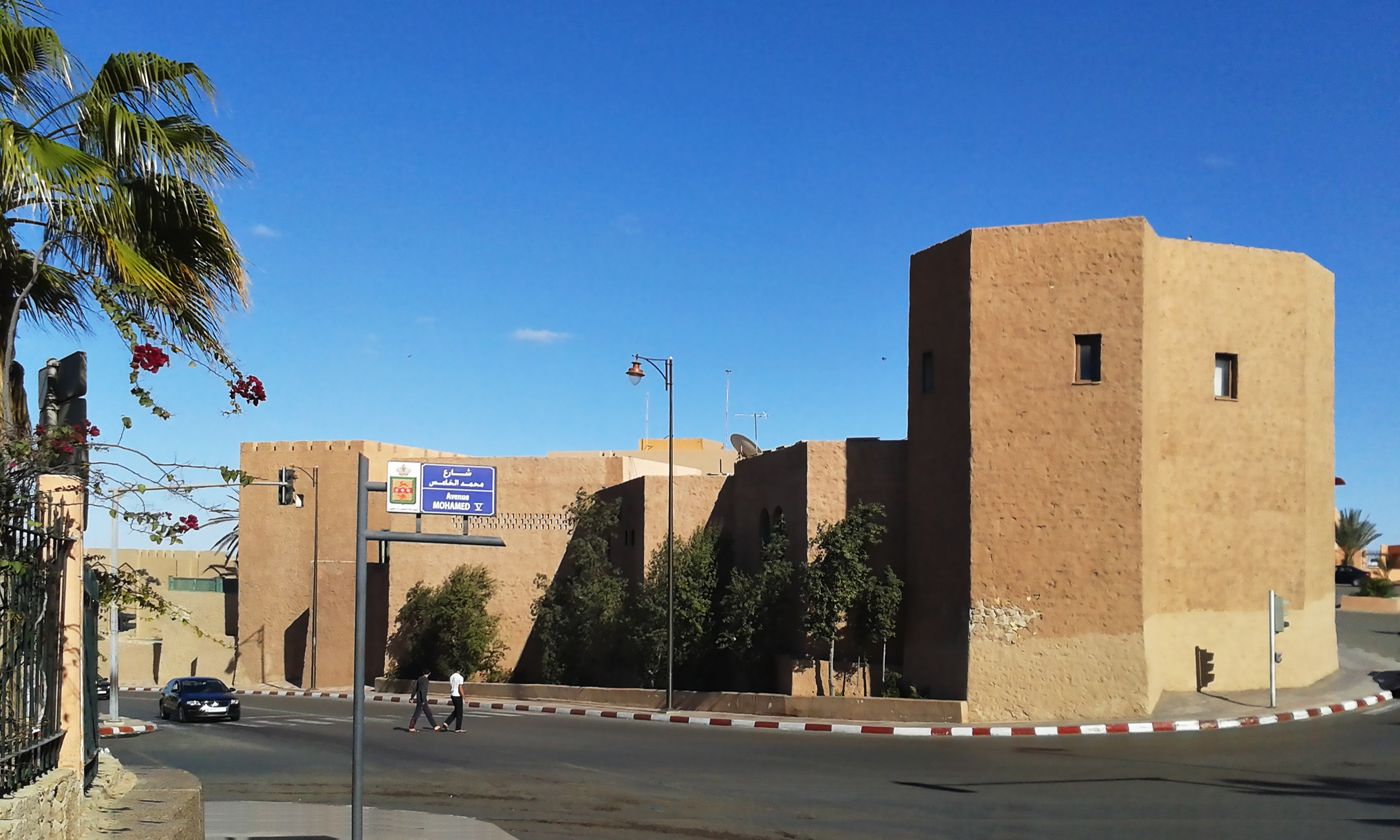
فندق بارادور.
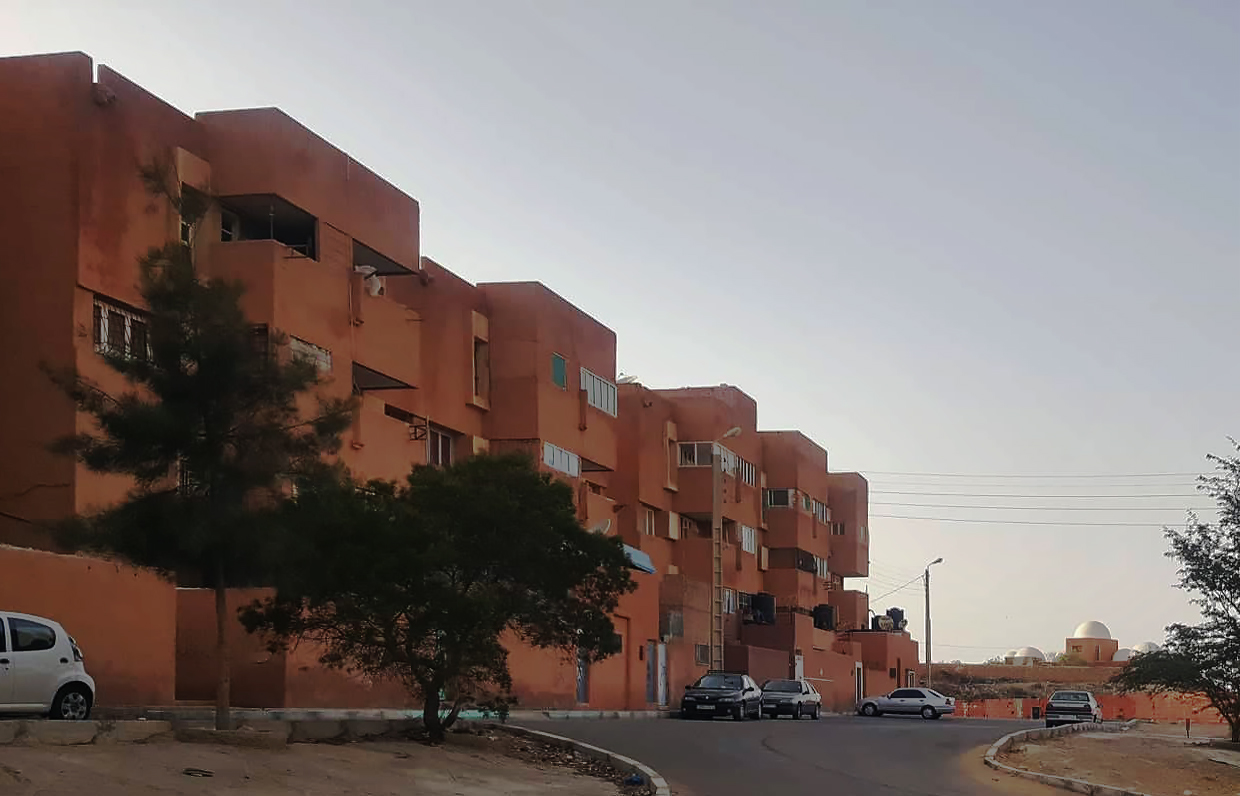
بنايات سكنية "los pisos".
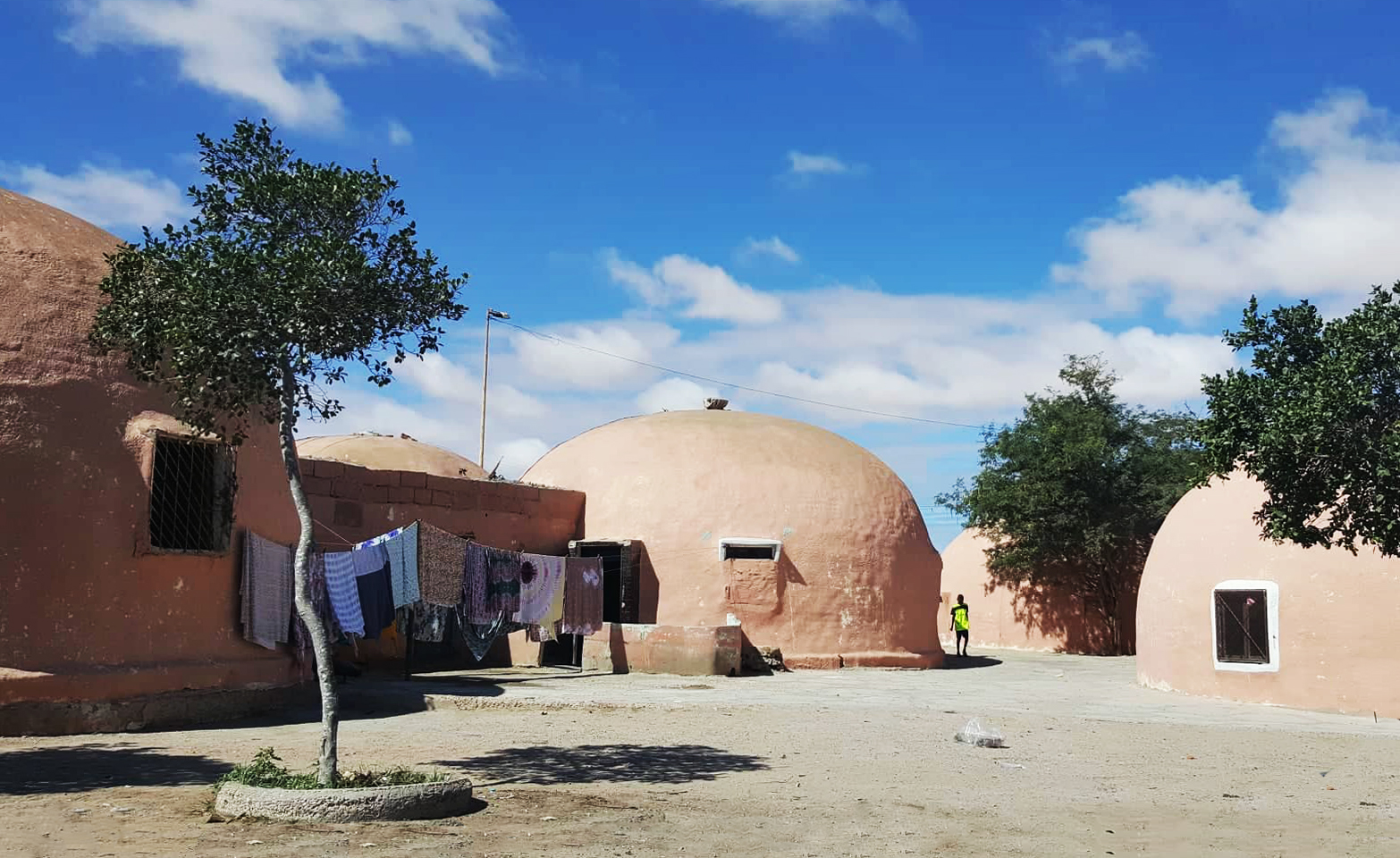
منازل على شكل قباب "القبيبات".
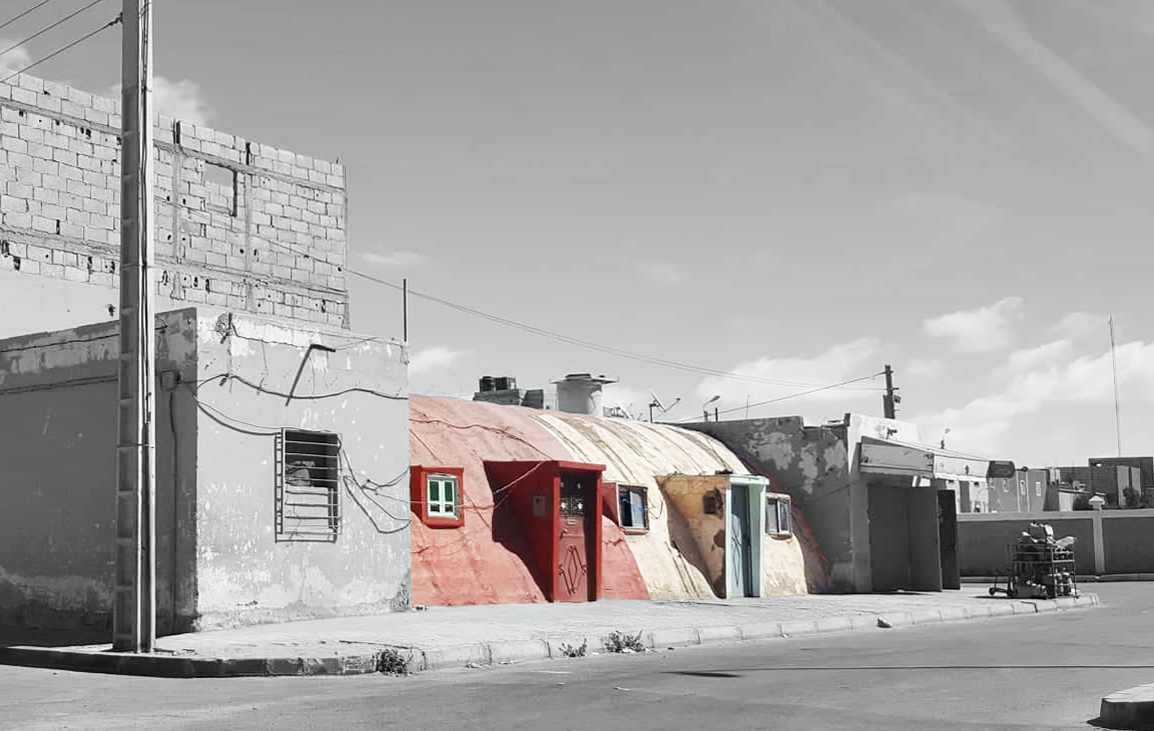
منازل نصف أسطوانية.